# Roger Hanin
Roger Hanin, właściwie Roger Paul Jacob Lévy (ur. 20 października 1925 w Algierze, zm. 11 lutego 2015 w Paryżu) – francuski aktor i reżyser filmowy.

## Życiorys
Urodził się w Algierze w rodzinie żydowskiej. Był szwagrem prezydenta Francji François Mitterranda.
W latach 60. współpracował z nim przy filmach szpiegowskich Claude Chabrol. W 1985 na Międzynarodowym Festiwalu Filmowym w Moskwie otrzymał nagrodę specjalną za film kryminalny Train d’Enfer, którego był reżyserem i zagrał rolę komisarza Couturiera. W sierpniu 2000 odebrał w Algierii Narodowy Order Zasługi.
Był żonaty z Lisette Barucq. 4 sierpnia 1959 ożenił się z Christine Gouze-Rénal.

## Filmografia
- 1957: Ten, który musi umrzeć (Celui qui doit mourir) jako Pannagotaros
- 1958: Kot (La chatte) jako Pierre
- 1960: Do utraty tchu (Breathless) jako Cal Zombach
- 1960: Rocco i jego bracia (Rocco e i suoi fratelli) jako Morini
- 1961: Le Miracle des loups jako Karol Zuchwały
- 1966: The Brides of Fu Manchu jak Pierre Grimaldi
- 1972: Mściciele (The Revengers) jako Quiberon
- 1982: Nędznicy (Les Misérables) jako barman
- 1992: Le Grand Pardon 2 jako Raymond Bettoun